# Capela Sfânta Maria din Craiova
Capela „Sfânta Maria”-Sineasca, cu hramul „Adormirea Maicii Domnului”, se află în mijlocul celui mai mare cimitir din Craiova. A fost construită spre a împlini rânduiala de necropolă a familiei Gheorghe şi Eliza Alexandrescu, între anii 1905 și 1911. Din 1937, însă, ea a fost donată către Primăria municipală, luând în sarcina liturgică împlinirea rânduielilor din cimitirul Sineasca.